# الشركة المغربية للملاحة البحرية
الشركة المغربية للملاحة البحرية (بالفرنسية: Compagnie Marocaine de Navigation)، أو ما يعرف باسم كوماناف (بالفرنسية: Comanav)، هي شركة مغربية للملاحة البحرية. مقرها الرئيسي يقع في مدينة الدار البيضاء.